# Bertram + de Leeuw
Bertram en De Leeuw uitgevers is een non-fictie uitgeverij voor het Nederlandse taalgebied, gevestigd in Haarlem. De uitgeverij werd in 2010 opgericht door Marij Bertram en Hendrik de Leeuw. 

## Geschiedenis
De uitgeverij werd in juli 2010 opgericht door Marij Bertram en Hendrik de Leeuw, die vijf jaar daarvoor aan de wieg stonden van uitgeverij Nieuw Amsterdam. Daarvoor hebben zij een jarenlange samenwerking gehad bij VBK Uitgevers. Na oorspronkelijk gevestigd te zijn in Amsterdam verhuisde de uitgeverij in 2015 naar Haarlem. In 2019 trad Marij Bertram terug en nam Emile Blomme haar aandeel in de uitgeverij over.

## Auteurs
Bertram + de Leeuw richt zich op commerciële non-fictie en heeft een divers aanbod van culinaire, lifestyle en managementtitels. Onder de auteurs bevinden zich Thomas Rau, Marianne Zwagerman, Annemarie van Gaal, Marc Lammers, Mascha Feoktistova en Pierre Wind.